# Лудорвай (река)
Лудорвай — река в Удмуртии, правый приток реки Сепыч (бассейн Ижа).
Длина реки — 11 км. Исток на северной окраине деревни Подшивалово Завьяловского района. Общее направление течения — северо-восточно-восточное. Впадает в Сепыч в 2 км к югу от деревни Пирогово.
В среднем течении на реке расположена деревня Лудорвай, выше неё реку пересекает автодорога М7 (Елабуга — Пермь), являющаяся на данном участке частью Ижевской кольцевой автодороги.

## Данные водного реестра
По данным государственного водного реестра России относится к Камскому бассейновому округу, водохозяйственный участок реки — Иж от истока и до устья, речной подбассейн реки — бассейны притоков Камы до впадения Белой. Речной бассейн реки — Кама.
Код водного объекта в государственном водном реестре — 10010101212111100027149.